# Lynn Bari
Lynn Bari (Roanoke, 18 december 1919 – Santa Barbara, 20 november 1989) was een Amerikaans actrice. Ze speelde in bijna 50 films, en werkte daarbij soms mee aan drie films tegelijkertijd. Begin jaren 1950 speelde ze ook mee in twee vroege televisieseries, toen televisie een relatief nieuw medium was.
Bari was drie maal gehuwd, en kreeg twee kinderen. Tussen 1943 en 1950 was Bari gehuwd met filmproducer Sidney Luft.
In november 1989 overleed Bari op 75-jarige leeftijd aan een hartaanval.

## Filmografie
- Dancing Lady, 1933
- Josette, 1938
- News Is Made at Night, 1939
- Lillian Russel, 1940
- Blood and Sand, 1941
- Moon Over Her Shoulder, 1941
- Sun Valley Serenade, 1941
- The Magnificent Dope, 1942
- Orchestra Wives, 1942
- China Girl, 1942
- The Bridge of San Luis Rey, 1944
- Captain Eddie, 1945
- Margie, 1946
- Shock, 1946
- Home Sweet Homicide, 1946
- The Man from Texas, 1948
- I'd Climb the Highest Mountain, 1951
- I Dream of Jeanie, 1952
- Trauma, 1962
- The Young Runaways, 1968

## Trivia
- Bari is opgenomen in de Hollywood Walk of Fame
- Jeff Gordon schreef een biografie over Bari, genaamd Foxy Lady[3]

- Biblioteca Nacional de España: XX5280493
- Bibliothèque nationale de France: cb14659720h (data)
- Gemeinsame Normdatei: 1061868486
- International Standard Name Identifier: 0000 0001 1617 2470
- Library of Congress Control Number: n86105783
- Nationale Bibliotheek van Israël: 987009540995005171
- SNAC: w6b32gxm
- Système universitaire de documentation: 151264589
- Virtual International Authority File: 33482573
- WorldCat: E39PBJmDkbydJQp6JHvYy9WhpP